# Lophodermium sawadae
Lophodermium sawadae är en svampart som beskrevs av Darker 1967. Lophodermium sawadae ingår i släktet Lophodermium och familjen Rhytismataceae.   Inga underarter finns listade i Catalogue of Life.